# Apollonio Buonfratelli
Apollonio Buonfratelli (fl. XVI secolo) è stato un miniaturista italiano attivo a Firenze.